# Serafin (Dżodżua)
Serafin, imię świeckie Tamaz Dżodżua (ur. 19 lutego 1961 w Senaki) – gruziński duchowny prawosławny, od 2009 metropolita Bordżomi i Bakuriani.

## Życiorys
2 października 2002 otrzymał święcenia diakonatu, a 26 listopada tegoż roku – prezbiteratu. 20 kwietnia 1995 przyjął chirotonię biskupią. 18 listopada 2009 podniesiony został do godności metropolity.